# Einsturz des Sampoong-Gebäudes

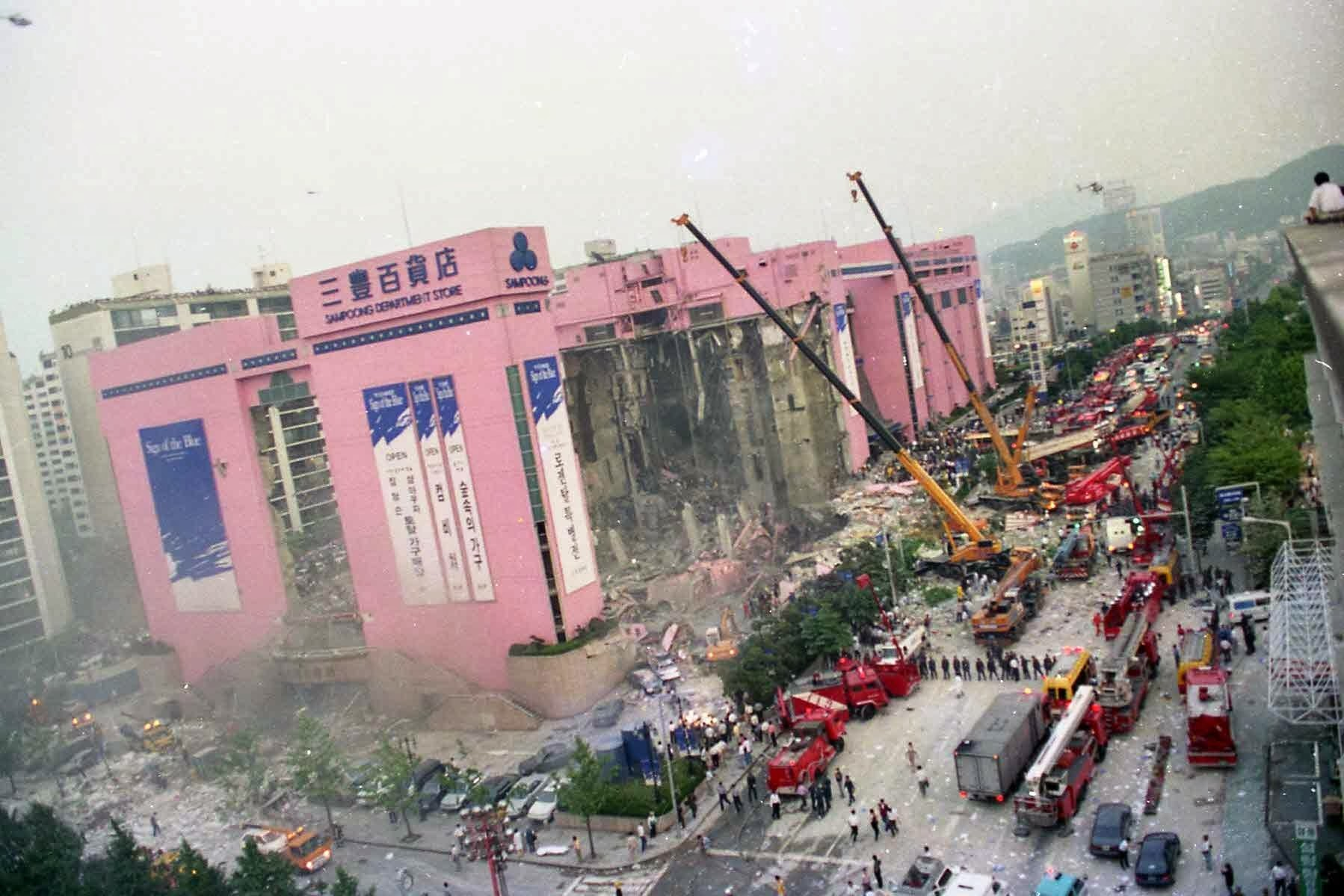
Das eingestürzte Sampoong-Gebäude

Der Einsturz des Sampoong-Gebäudes am 29. Juni 1995 im Stadtbezirk Seocho-gu in Seoul war die bislang schwerste von Menschen zu verantwortende Katastrophe in Südkorea. Der Nordflügel des Bauwerks, in dem das „Sampoong“-Warenhaus die größte Fläche belegte, fiel binnen Sekunden zusammen. 502 Menschen starben bei der Katastrophe, 937 trugen – teils schwere – Verletzungen davon und sechs Personen wurden letztlich als vermisst registriert. Als Ursachen des Einsturzes wurden in späteren Untersuchungen die Verwendung ungeeigneter Baustoffe, vorsätzliche Missachtung von Bauvorschriften und fehlerhafte Baukonstruktion herausgefunden. Begünstigt wurde der Einsturz mittelbar durch nachlässige Kontrollen der behördlichen Bauaufsicht und Bestechlichkeit von Beamten.

## Vorgeschichte
Die Sampoong-Gruppe fing im Jahr 1987 an, ein etwa einen Quadratkilometer großes Gelände zu bebauen, das zuvor als Müllkippe genutzt worden war. Ursprünglich sollte ein vier oberirdische Geschosse umfassender Bürokomplex entstehen. Doch der Firmenvorsitzende und spätere Eigentümer Lee Jun änderte in der Planungsphase sein Vorhaben zugunsten eines Einkaufszentrums. Einige tragende Pfeiler des Bauwerks fielen deswegen dem Einbau von Fahrtreppen zum Opfer. Als sich die beauftragte Fremdfirma weigerte, diese Änderungen zu realisieren, wurde ihr der Bauauftrag entzogen. Lee Jun ließ die Gebäude von seiner eigenen Baufirma errichten, die die Arbeiten gegen Ende des Jahres 1989 beendete. Der Gebäudekomplex bestand aus einem Nord- und einem Südflügel mit einem dazwischenliegenden Atrium. In den vier Untergeschossen befanden sich Parkmöglichkeiten für Autos und Technikräume.
Im Südflügel wurden Sport- und Freizeiteinrichtungen konzentriert, das Einkaufscenter im Nordflügel. Das luxuriöse Sampoong-Warenhaus öffnete am 7. Juli 1990 seine Türen für die Öffentlichkeit und stieß auf eine große Kundenresonanz. Pro Tag erledigten dort geschätzt 40.000 Menschen aus dem umliegenden wohlhabenden Stadtviertel ihre Einkäufe.
Das vierstöckige Bauwerk wurde einige Monate später um eine fünfte Etage aufgestockt, in der ursprünglich ganzflächig eine Rollschuhbahn geplant war, später jedoch acht Restaurants Platz fanden. Als ein Konstruktionsbüro darauf hinwies, dass aufgrund der Statik ein weiteres Stockwerk nicht möglich sei, wurde dem Büro der Auftrag von Lee entzogen und an ein firmeneigenes Unternehmen weitergegeben. In den Restaurants sollte, wie in traditionellen koreanischen Restaurants, den Gästen das Sitzen auf dem Boden möglich sein. Deshalb wurde auf die Betonplatte zusätzlich eine Fußbodenheizung verlegt und eingegossen, wodurch die zuvor nicht geplante Belastung des Bauwerks weiter stieg. Ergänzend wurde die Gebäudeklimatisierung durch eine Anlage auf dem Dach verbessert, die das errechnete Belastungslimit der Tragkonstruktion um das Vierfache überschritt.

## Vorzeichen und Einsturz
Im April 1995 zeigten sich in der Decke der fünften Etage des Nordflügels Risse. Lee und sein Management reagierten darauf mit dem Verlagern von Verkäufen und Geschäften aus dieser Etage ins Untergeschoss. Einige Tage vor dem Einsturz musste ein kleines Leck in einer Gasleitung abgedichtet werden. Eine Restaurantbesucherin wurde kurz darauf aus einer in der Decke verlegten und durch die Risse geborstenen Wasserleitung völlig durchnässt. Am Morgen des 29. Juni 1995 hatte die Zahl der Risse im fünften Stock stark zugenommen. Beschäftigte informierten die Warenhausleitung über verzogene Decken und bröckelnden Putz im Restaurant-Stockwerk. Fünf Stunden vor dem Einsturz war das erste von mehreren Knallgeräuschen aus den oberen Etagen zu hören, weil die Vibrationen der Klimaanlage die Risse in den Bodenplatten weiter vergrößert hatten. Die Etage wurde daraufhin vom Management geschlossen und die Klimaanlage ausgeschaltet. Die Risse in den Stockwerken hatten sich zu diesem Zeitpunkt bereits auf bis zu 10 Zentimeter Breite erweitert.
Baufachleute wurden gebeten, sich das Gebäude anzusehen und kamen nach oberflächlicher Betrachtung zur Einschätzung, dass Einsturzgefahr bestehe. Die Warenhausleitung wollte in einer Krisensitzung jedoch weder das Haus schließen noch eine Evakuierung anordnen, weil die Kundenanzahl im Gebäude ungewöhnlich hoch war und somit das Umsatzpotenzial des Tages verloren gehen würde. Die Führungskräfte selbst verließen vorsichtshalber ihre Räumlichkeiten. Mitarbeitern oder Kunden wurde nichts zur Gefahrenlage mitgeteilt.
Als sich um 17 Uhr die Decke des vierten Stocks absenkte, blockierten Warenhausmitarbeiter den Zugang für Kunden zur Etage. Als um 17:50 Uhr Knackgeräusche im Gebäude zu hören waren, wurde von Mitarbeitern Alarm ausgelöst, und die Kunden wurden zur Räumung des Gebäudes aufgefordert. Dort hielten sich zu jenem Zeitpunkt geschätzt bis zu 2000 Menschen auf. Gegen 17:55 Uhr gab die Dachkonstruktion nach und die Klimageräte fielen auf den bereits überlasteten fünften Stock, was eine Kettenreaktion auslöste. Die herabstürzende Last konnte von der jeweils darunterliegenden Etage nicht gehalten werden, auch da einige tragende Betonpfeiler durch den Einbau der Rolltreppen geschwächt waren. Innerhalb von zwanzig Sekunden stürzten alle Etagen sukzessive in das Untergeschoss. Dabei wurden weit über 1500 Menschen im Trümmerfeld eingeschlossen sowie hunderte getötet. Der Sachschaden wurde später auf umgerechnet 216 Millionen US-Dollar geschätzt.
Aus den Trümmern qualmte giftiger Rauch. Brände waren durch auslaufendes Benzin aus den Tanks der in der Tiefgarage zerstörten Fahrzeuge entstanden. Viele der Einsturzopfer waren weiblich. Zum einen waren sie als Angestellte im Einkaufszentrum beschäftigt, zum anderen waren es Hausfrauen, die in der Lebensmittelabteilung im Untergeschoss, die am späten Nachmittag ermäßigte Preise anbot, Besorgungen machten.

## Rettungsmaßnahmen

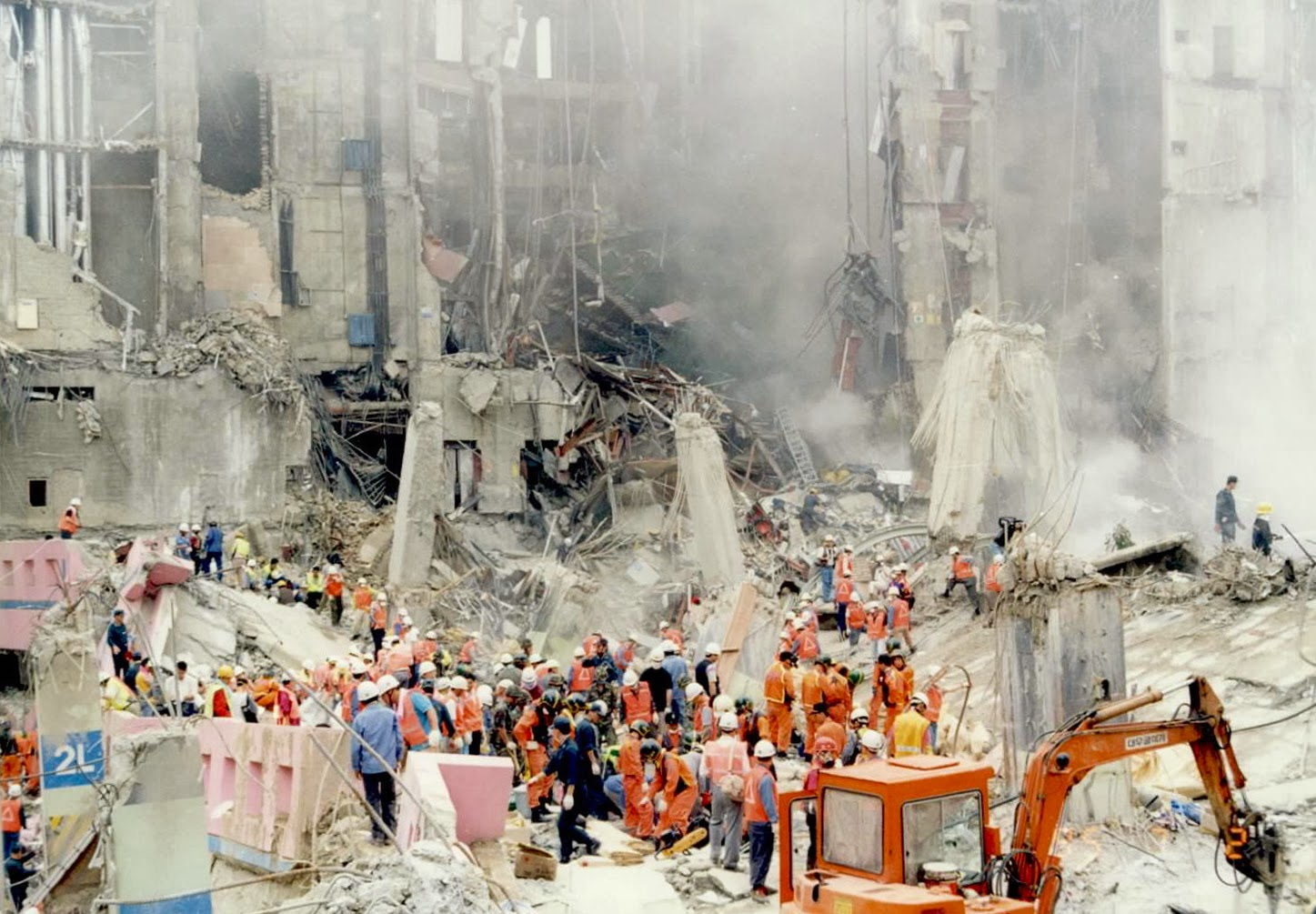
Rettungskräfte an der Einsturzstelle

Die ersten Rettungskräfte waren bereits wenige Minuten nach dem Einsturz an der Unglücksstelle. Der Abtransport von Verletzten und Geschockten in die Krankenhäuser war aufgrund des Berufsverkehrs schwierig. Unterstützt wurden die Kräfte auch von Rettungshubschraubern. Erst am folgenden Tag wurden Kräne und schweres Räumungsgerät an den Ort des Geschehens gebracht. Etwa 3.000 Helfer – Polizisten, Feuerwehrleute und Soldaten – durchsuchten mehrere Tage lang die Trümmer. Es beteiligten sich ferner hunderte von Freiwilligen, von denen die Polizei 17 wegen Plünderungen festnahm. Die im Land stationierte United States Army half mit einem Rettungsteam, das Verschüttete orten sollte. Die Rettungsmannschaft eines Bergwerks wurde ebenfalls in die südkoreanische Hauptstadt geholt, um ihr Fachwissen bei der Bergung einzubringen. Weil weitere Gebäudeteile einzustürzen drohten und die Retter dadurch selbst in Gefahr schwebten, kündigten die Behörden an, die Bergungsmaßnahmen einzustellen, was jedoch massive Proteste von Seiten der Angehörigen der Opfer auslöste, die noch Überlebende in den Trümmern vermuteten. Daraufhin wurde erst der akut einsturzgefährdete Bauteil gesichert, bevor die Rettungsmaßnahmen fortgesetzt wurden. Nach einer Woche der Suche wurde der Schwerpunkt auf die Trümmerbeseitigung mit Hilfe von bis zu 15 Kränen und mehreren Gabelstaplern gelegt, wobei die Mannschaften dennoch sorgfältig auf eventuell lebend eingeschlossene Menschen achteten.
Zwei Tage nach dem Einsturz hatte sich bei einigen Beamten die Meinung verfestigt, dass nicht mehr mit Überlebenden zu rechnen sei und die weiteren Arbeiten deshalb nicht mehr unter einem Rettungsaspekt fortzuführen wären. Jedoch wurden Überlebende noch mehrere Tage nach dem Gebäudeeinsturz mit nur leichten Verletzungen aus Hohlräumen gerettet. Am 9. Juli wurde ein 21-jähriger Student, am 11. Juli eine 18-jährige Frau und als letzte Überlebende am 16. Juli die 19-jährige Warenhausangestellte Park Seung-hyun (박승현; 朴昇賢) aus den Trümmern gerettet.

## Ursachenforschung
Erste Mutmaßungen zum Auslöser des Unglücks gingen in Richtung einer Gasexplosion, da sich zwei solche Explosionen zuvor in der Stadt zugetragen hatten. Außerdem wurde über einen von Nordkorea ausgehenden Terroranschlag diskutiert. Andere Fachleute vermuteten die Ursache im instabilen Gelände, auf dem der Gebäudekomplex stand. Trümmeruntersuchungen förderten indessen rasch zu Tage, dass eine minderwertige Betonmischung aus Zement und Meerwasser sowie schlechter Stahlbeton in Decken und Wänden eine Rolle gespielt hatte.
Später stellte sich ferner die angewandte Bautechnik als weiterer Schwachpunkt heraus. Es war teilweise darauf verzichtet worden, die Betonpfeiler durch Querbalken, auf denen die Betondecke ruhen konnte, in ihrer Stabilität zu unterstützen. Die Betonstützen waren den Plänen gemäß nur mit 60 cm Durchmesser statt der geforderten 80 cm erbaut worden. Zudem waren nur acht statt der berechneten 16 erforderlichen Bewehrungseisen je Stütze eingebaut worden, wodurch die Tragfähigkeit stark verringert worden war. Ebenfalls hatte die nachträgliche Installation von Sicherheitsvorkehrungen zum Einsturz beigetragen. Um das Ausbreiten eines möglichen Brandes von Etage zu Etage zu verhindern, waren um alle Rolltreppen herum Schutzwände gezogen worden. Zu diesem Zweck hatten die Bauleute die Betonstützen eingeschnitten, wodurch deren tragender Querschnitt geschwächt worden war.
All diese Faktoren, einschließlich des Aufsetzens des fünften Stockwerks mit seinen Restaurants und deren Ausstattung, führten in ihrer Summe zum Gebäudekollaps. Obwohl die ursprünglich geplante Belastung stark überschritten wurde, hielt das Gebäude fünf Jahre stand. Was es letztlich kollabieren ließ, waren die Folgen einer Versetzung der drei auf dem Dach installierten Klimageräte (87 Tonnen Gesamtmasse mit Kühlmittel), da sich 1993 Nachbarn über deren Lärm beschwert hatten. Das Gebäudemanagement ließ die Geräte statt mit einem Kran mittels Rollen auf die Ostseite verschieben, was die Dachoberfläche destabilisierte. Im Umkreis der tragenden Pfeiler bildeten sich Risse auf dem Dach. Dabei senkte sich wegen ihrer zu schwach dimensionierten Durchstanzbewehrung die als Flachdecke konstruierte Deckenplatte, so dass im Laufe der Jahre die Stützenköpfe an der Oberseite des Daches hervortraten. Die Stütze „5e“ erlitt einen Vollschaden, was zur Bildung der Risse im fünften Stockwerk führte. Ein weiteres Problem der Klimaanlage waren deren Vibrationen, wie Überlebende berichteten. Wurde die Klimatisierung in diesen zwei Jahren eingeschaltet, vergrößerten sich jedes Mal die vorhandenen Risse. Als am Katastrophentag die Anlage abgestellt wurde, war das Bauwerk schon irreparabel beschädigt, sodass die Stütze „5e“ nachgab.

## Strafrechtliche Verfolgung
Der 73-jährige Lee Jun wurde im Strafverfahren grober Fahrlässigkeit und der Bestechung für schuldig befunden und vom Gericht zu zehneinhalb Jahren Haft verurteilt. Sein Sohn, der 42-jährige Warenhauschef Lee Han-sang, erhielt sieben Jahre Haft aus gleichem Grund. Zwölf mit der Bauüberwachung befasste städtische Beamte wurden wegen Bestechlichkeit, der Duldung und Verheimlichung illegaler Änderungen und schlechter Gebäudekonstruktion schuldig gesprochen. Wegen ihrer Mitschuld erhielten sie, einschließlich eines früheren Verwalters des Seocho-gu-Bezirks, ebenfalls Freiheitsstrafen. Weiter wurden eine Reihe von Führungskräften des Sampoong-Warenhauses und die für die Fertigstellung des Gebäudes verantwortliche Baufirma verurteilt.

## Weitere Folgen
Die Katastrophe ließ bei vielen Skepsis und Befürchtungen wachsen, ob nicht auch andere Bauprojekte im Land mangelhaft ausgeführt sein könnten. Südkorea hatte in den 1980er und 1990er Jahren während seines Wirtschaftsaufschwungs einen Bauboom erlebt. Der Gebäudeeinsturz war ein weiterer Vorfall in einer Katastrophenserie, die mit dem Einsturz der Seongsu-Brücke am 21. Oktober 1994 (32 Tote) und zwei Gasexplosionen in Seoul (zusammen 113 Tote) viele an sicherer Bauweise zweifeln ließ. Die Behörden überprüften nach dem Sampoong-Vorfall ihre Sicherheitsvorschriften und verschärften die Bauüberwachung. Ferner gab die aufgedeckte Korruption Anlass zu weiteren Maßnahmen.

## Sonstiges
- Die Katastrophe wird als Hintergrundereignis in dem südkoreanischen Film Traces of Love aufgearbeitet.[8]
- Das Grundstück des „Sampoong“-Warenhauses wurde in den Jahren danach wieder bebaut. Im Yangjae Citizens Forest erinnert ein Mahnmal an die Opfer der Katastrophe.[9]
- In der Dokumentationsreihe Sekunden vor dem Unglück des National Geographic Channel befasst sich die Folge Superstore Collaps – Lebendig begraben – Die Katastrophe von Seoul eingehend mit der Katastrophe.
- In der koreanischen Netflix-Serie Reply 1994 wird diese Katastrophe kurz vor Augen geführt.
- In der koreanischen Serie Just between Lovers wird diese Katastrophe sowie die Entstehung des Mahnmales kurz vor Augen geführt.
- In der koreanischen Netflix-Serie Move to Heaven wird das Unglück ebenfalls in Folge 8 behandelt.